# Aboncourt-Gesincourt
Pour les articles homonymes, voir Aboncourt.
Aboncourt-Gesincourt est une commune française située dans le département de la Haute-Saône, en Franche-Comté, dans la région administrative Bourgogne-Franche-Comté.

## Géographie

### Localisation
| Gevigney-et-Mercey | Fouchécourt          |          |
|                    | Aboncourt-Gesincourt | Purgerot |
| Lambrey            | Arbecey              |          |

### Climat
Pour des articles plus généraux, voir Climat de la Bourgogne-Franche-Comté et Climat de la Haute-Saône.
En 2010, le climat de la commune est de type climat des marges montargnardes, selon une étude du Centre national de la recherche scientifique s'appuyant sur une série de données couvrant la période 1971-2000. En 2020, Météo-France publie une typologie des climats de la France métropolitaine dans laquelle la commune est dans une zone de transition entre le climat océanique altéré et le climat océanique altéré et est dans la région climatique Lorraine, plateau de Langres, Morvan, caractérisée par un hiver rude (1,5 °C), des vents modérés et des brouillards fréquents en automne et hiver.
Pour la période 1971-2000, la température annuelle moyenne est de 10,2 °C, avec une amplitude thermique annuelle de 17,1 °C. Le cumul annuel moyen de précipitations est de 884 mm, avec 12,9 jours de précipitations en janvier et 9,2 jours en juillet. Pour la période 1991-2020, la température moyenne annuelle observée sur la station météorologique de Météo-France la plus proche, « Montureux-lès-Baulay », sur la commune de Montureux-lès-Baulay à 5 km à vol d'oiseau, est de 10,9 °C et le cumul annuel moyen de précipitations est de 907,3 mm. 
La température maximale relevée sur cette station est de 40,8 °C, atteinte le 25 juillet 2019 ; la température minimale est de −25 °C, atteinte le 26 février 1986,,.
Les paramètres climatiques de la commune ont été estimés pour le milieu du siècle (2041-2070) selon différents scénarios d'émission de gaz à effet de serre à partir des nouvelles projections climatiques de référence DRIAS-2020. Ils sont consultables sur un site dédié publié par Météo-France en novembre 2022.

## Urbanisme

### Typologie
Au 1er janvier 2024, Aboncourt-Gesincourt est catégorisée commune rurale à habitat dispersé, selon la nouvelle grille communale de densité à sept niveaux définie par l'Insee en 2022.
Elle est située hors unité urbaine. Par ailleurs la commune fait partie de l'aire d'attraction de Vesoul, dont elle est une commune de la couronne,. Cette aire, qui regroupe 158 communes, est catégorisée dans les aires de 50 000 à moins de 200 000 habitants,.

## Toponymie
Abuncurtis en 1150, du nom de personne germanique Abbo(n) et latin cortem, domaine : le domaine d'Abbo.

## Histoire
Ce village a eu des seigneurs de son nom ; dans un titre de 1150 qui repose aux archives départementales de la Haute-Saône, on trouve mentionné Albericus de Abuncurtis (Glanures de Ch. Longchamps p. 2).
La terre d'Aboncourt appartenait au XVIIe siècle, à la famille Sonnet et au XVIIIe siècle, aux comtes de Verton. En 1789, elle était possédée par M. Guy de Lambrey, qui l'avait acquise du seigneur de Neurey.

## Politique et administration

### Rattachements administratifs et électoraux
La commune fait partie de l'arrondissement de Vesoul du département de la Haute-Saône, en région Bourgogne-Franche-Comté. Pour l'élection des députés, elle dépend de la première circonscription de la Haute-Saône.
La commune appartenait depuis la Révolution française au canton de Combeaufontaine. Dans le cadre du redécoupage cantonal de 2014 en France, elle fait désormais partie du canton de Jussey.

### Intercommunalité
La commune était membre de la petite communauté de communes des vertes vallées (Haute-Saône), intercommunalité créée en 1997 et qui regroupait environ 1 500 habitants en 2009.
L'article 35 de la loi no 2010-1563 du 16 décembre 2010 « de réforme des collectivités territoriales » prévoyait d'achever et de rationaliser le dispositif intercommunal en France, et notamment d'intégrer la quasi-totalité des communes françaises dans des EPCI à fiscalité propre, dont la population soit normalement supérieure à 5 000 habitants.
Dans ce cadre, le Schéma départemental de coopération intercommunale a prévu la fusion cette intercommunalité avec d'autres, et l'intégration à la nouvelle structure de communes restées jusqu'alors isolées. Cette fusion, effective le 1er janvier 2013, a permis la création de la communauté de communes des Hauts du val de Saône, à laquelle la commune est désormais membre.

### Tendances politiques et résultats
Lors des élections européennes de 2019, la participation à Aboncourt-Gesincourt est inférieure à la moyenne (48,90% contre 50,12% au niveau national). La liste de la République en Marche arrive en tête avec 27,59% des voix contre 22,41% au niveau national. La liste du Rassemblement national obtient 24,14% des suffrages, contre 23,31% au niveau national. La liste d’Europe Écologie Les Verts réalise un score de 14,94%, contre 13,48% au niveau national. La liste des Républicains fait un score de 11,59%, contre 8,48% au niveau national. Les autres listes obtiennent des scores inférieurs à 5%.

### Liste des maires
| Période                                  | Période      | Identité                 | Étiquette | Qualité                                    |
| ---------------------------------------- | ------------ | ------------------------ | --------- | ------------------------------------------ |
| Les données manquantes sont à compléter. |              |                          |           |                                            |
| 1971                                     | 1989         | Félicien Garret          |           | Agriculteur                                |
| Les données manquantes sont à compléter. |              |                          |           |                                            |
| 2001                                     | 2008         | Michelle Camuset-Magnien |           |                                            |
| 2008                                     | Juillet 2020 | Arnaud Lemercier         | SE        | Agriculteur Réélu pour le mandat 2014-2020 |
| Juillet 2020                             | En cours     | Sophie Larue-Bolis       |           |                                            |

## Population et société

### Démographie
En 2022, Aboncourt-Gesincourt comptait 216 habitants. À partir du XXIe siècle, les recensements réels des communes de moins de 10 000 habitants ont lieu tous les cinq ans. Les autres « recensements » sont des estimations.
| 1793 | 1800 | 1806 | 1821 | 1831 | 1836 | 1841 | 1846 | 1851 |
| ---- | ---- | ---- | ---- | ---- | ---- | ---- | ---- | ---- |
| 285  | 296  | 283  | 262  | 293  | 306  | 300  | 295  | 318  |

| 1856 | 1861 | 1866 | 1872 | 1876 | 1881 | 1886 | 1891 | 1896 |
| ---- | ---- | ---- | ---- | ---- | ---- | ---- | ---- | ---- |
| 268  | 265  | 280  | 279  | 259  | 258  | 246  | 237  | 225  |

| 1901 | 1906 | 1911 | 1921 | 1926 | 1931 | 1936 | 1946 | 1954 |
| ---- | ---- | ---- | ---- | ---- | ---- | ---- | ---- | ---- |
| 226  | 223  | 220  | 191  | 184  | 179  | 183  | 171  | 141  |

| 1962 | 1968 | 1975 | 1982 | 1990 | 1999 | 2006 | 2011 | 2016 |
| ---- | ---- | ---- | ---- | ---- | ---- | ---- | ---- | ---- |
| 137  | 296  | 313  | 240  | 215  | 204  | 247  | 221  | 215  |

| 2021 | 2022 | - | - | - | - | - | - | - |
| ---- | ---- | - | - | - | - | - | - | - |
| 214  | 216  | - | - | - | - | - | - | - |

Aboncourt comptait 32 ménages en 1614, 65 en 1829, 78 en 1864.

### Enseignement
La commune fait partie d'un regroupement pédagogique intercommunal rassemblant Purgerot, Fouchécourt, Chargey-lès-Port et créé le 24 avril 1979.
Celui-ci s'est doté en 2016 du Pôle des 7 lieues, pôle éducatif maternel et primaire allant de la petite section de maternelle au CM2, remplaçant les anciens locaux qui étaient jusqu’à présent éparpillées à Gevigney, Aboncourt et Purgerot et dont la gestion était coûteuse. Le pôle comprend une bibliothèque du réseau des bibliothèques de la communauté de communes des Hauts du Val de Saône.

## Économie
- Agriculture.
- Coopérative laitière « Pâturages comtois ».
- Ferme auberge de la Ludore.
- Commerce.

## Culture locale et patrimoine

### Lieux et monuments
- Mairie dans une chapelle du XVIIe siècle, retable.
- Maison des Franchises.
- Église de la Nativité-de-Notre-Dame d’Aboncourt-Gesincourt. Située dans le diocèse de Besançon, elle est desservie par l'Unité pastorale des Plateaux de Jussey.
- Calvaire.
- Sainte Vierge.
- Lavoirs (deux).

### Personnalités liées à la commune

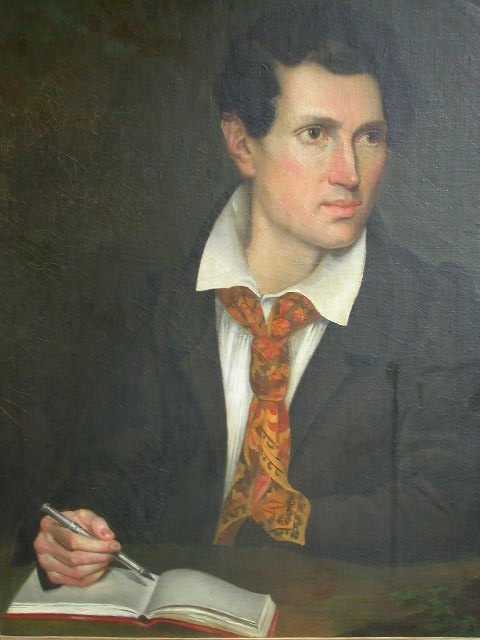
Auguste Desprez de Gésincourt.

Le peintre de l'École Française du XIXe siècle, Auguste Desprez de Gésincourt est né à Amance en Haute-Saône en 1791.
Il a exposé aux « Salons » de 1834, 1835 et 1836.
Il est le fils de François Joseph Desprez, commandant au régiment de Savoie-Carignan, chevalier de Saint-Louis. Le 2 octobre 1779, les biens seigneuriaux de Gésincourt, d'Amance et d'Aboncourt ont été cédés par le comte de Montrevel à François Joseph Desprez. La famille Desprez adopta alors le patronyme « de Gésincourt » qu'elle dissimula ensuite pendant la Révolution pour le porter à nouveau à partir de 1861.
L'œuvre d'Auguste Desprez de Gésincourt a été étudiée récemment et publiée sur le site web augustedesprez.com